# 조라 닐 허스턴

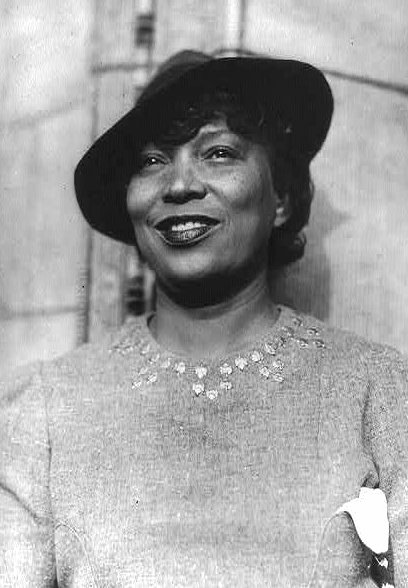
조라 닐 허스턴

조라 닐 허스턴(영어: Zora Neale Hurston, 1891년 1월 7일 – 1960년 1월 28일)은 미국의 작가, 인류학자, 영화 제작자였다. 1900년대 초반 미국 남부의 인종 갈등을 묘사했으며 후두에 대한 연구 결과를 발표했다. 그녀의 네 편의 소설 중 가장 인기 있는 작품은 1937년에 출판된 『그들의 눈은 신을 바라보고 있었다』(Their Eyes Were Watching God)이다. 또한 50편 이상의 단편소설, 희곡, 수필을 썼다.
허스턴은 앨라배마주 노타술가에서 태어나 1894년에 가족과 함께 플로리다주 이튼빌로 이사했다. 그녀는 나중에 이튼빌을 자신의 많은 이야기의 배경으로 사용했다. 경력 초기에 허스턴은 바너드 칼리지와 컬럼비아 대학교에 재학하면서 인류학 및 민족지학 연구를 수행했다. 그녀는 아프리카계 미국인과 카리브해 민속에 관심이 있었고 이것이 지역 사회의 정체성에 어떻게 기여했는지를 알고 있었다.

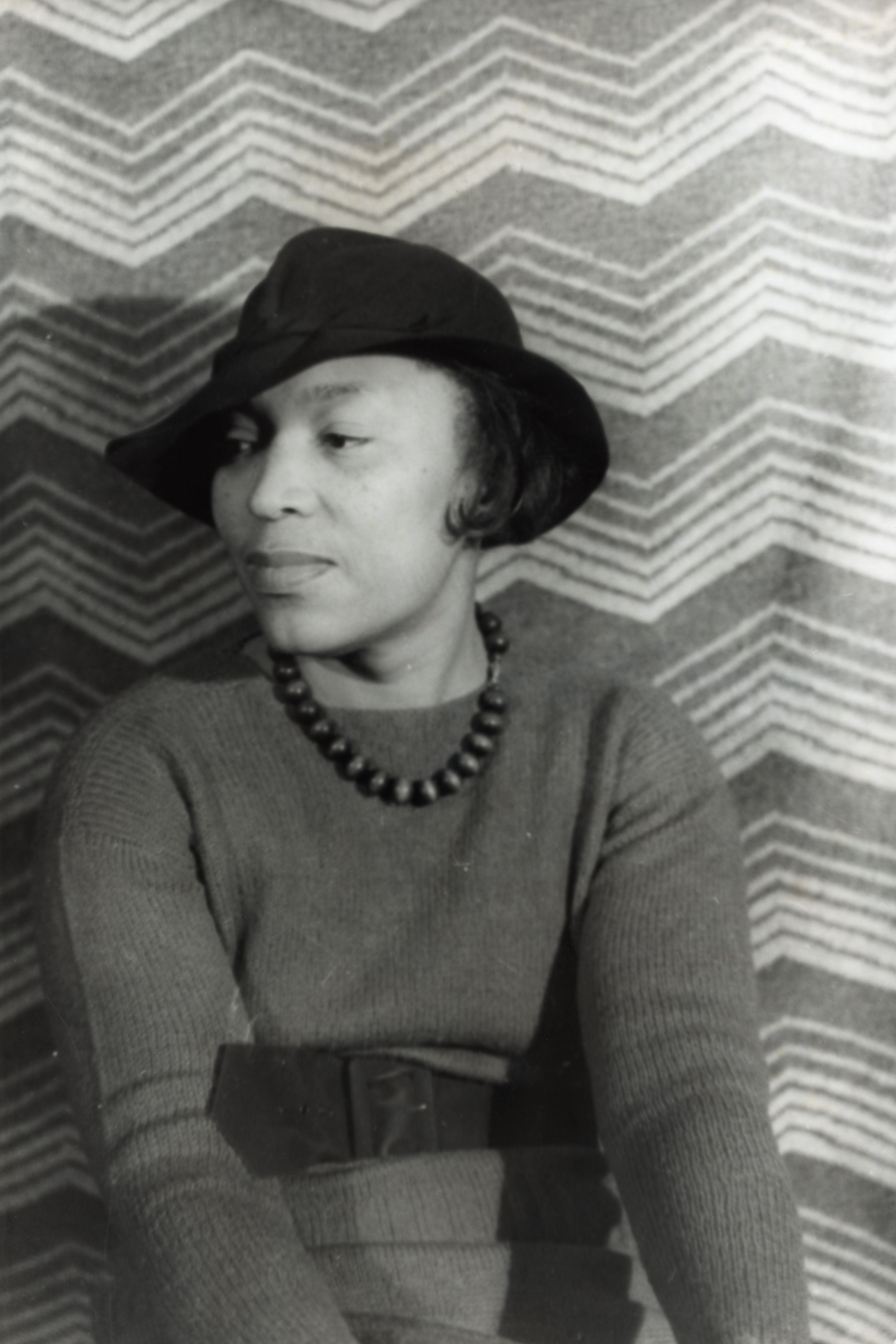
1938년, 칼 반 베흐텐이 촬영한 조라 닐 허스턴

또한 흑인 공동체의 동시대 문제에 관해 글을 썼고 할렘 르네상스의 중심 인물이 되었다. 아프리카계 미국인의 경험과 인종 구분을 바탕으로 한 그녀의 짧은 풍자는 더 뉴 니그로(The New Negro) 및 파이어!!(Fire!!)와 같은 선집에 출판되었다. 플로리다로 돌아온 후 허스턴은 북부 플로리다의 아프리카계 미국인 민속에 관한 문학 선집인 Mules and Men(1935)과 그녀의 첫 세 편의 소설인 Jonah's Gourd Vine(1934)을 집필하고 출판했다.
허스턴의 작품은 아프리카계 미국인의 경험과 아프리카계 미국인 여성으로서의 투쟁에 모두 관련되어 있다. 그녀의 소설은 수십 년 동안 문학계에서 상대적으로 인정받지 못했다.

## 같이 보기
- 랭스턴 휴스
- 월리스 서먼
- 할렘 르네상스